# Valdelaguna
Valdelaguna ist eine Ortschaft und eine zentralspanische Gemeinde (municipio) mit 1.094 Einwohnern (Stand: 2024) in der Autonomen Region Madrid. 

## Lage und Klima
Der Ort Valdelaguna liegt in der Kastilischen Hochebene (meseta) rund 57 Kilometer südöstlich von Madrid in einer Höhe von ca. 700 m. 
Im Gemeindegebiet liegt der Flugplatz Valdelaguna.
Das Klima ist im Winter rau, im Sommer dagegen gemäßigt bis warm; Regen (ca. 520 mm/Jahr) fällt mit Ausnahme der Sommermonate übers Jahr verteilt.

## Bevölkerungsentwicklung
| Jahr      | 1970 | 1981 | 1991 | 2001 | 2011 | 2021 |
| Einwohner | 668  | 803  | 544  | 573  | 879  | 1026 |

## Sehenswürdigkeiten
- Kirche Mariä Himmelfahrt (Iglesia de Nuestra Señora de la Asunción)
- Weinmuseum
- Rathaus

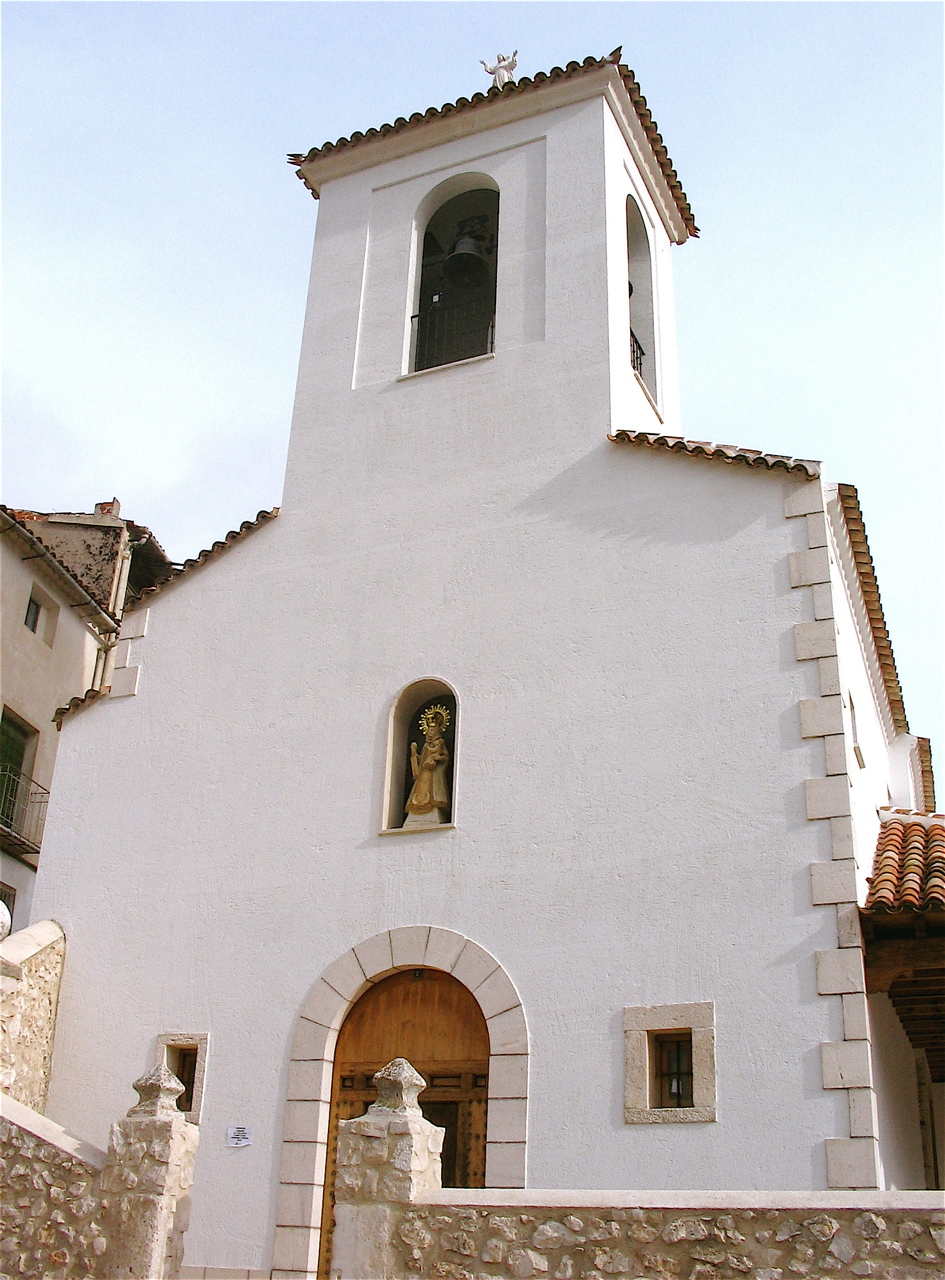
Kirche Mariä Himmelfahrt